# Lab Rats: Elite Force
Lab Rats: Elite Force è una serie televisiva statunitense creata da Chris Peterson e Bryan Moore, trasmessa su Disney XD dal 2 marzo 2016. La serie è uno spin-off di due serie televisive di Disney XD: Lab Rats e Mighty Med - Pronto soccorso eroi. In Italia è andata in onda su Disney XD dal 3 dicembre 2016.
La serie è stata cancellata dopo una sola stagione, lasciando lo spettatore con un cliffhanger.
Attualmente la serie è disponibile per la visione in streaming sulla piattaforma Disney+.

## Trama
Quando l'ospedale per supereroi Mighty Med viene distrutto da ignoti criminali, Davenport decide di fondare una nuova squadra di Elite composta da bionici (Chase, Bree) e supereroi (Skylar, Oliver, Kaz) per scovare i responsabili. Questi sono due gemelli mutaforma che minacciano di distruggere tutti i supereroi esistenti al mondo.

## Personaggi e interpreti

### Personaggi principali
- Chase Davenport, interpretato da Billy Unger, doppiato da Alex Polidori. 
È un ragazzo bionico, fratello di Bree, possiede una super-intelligenza, super sensi e la possibilità di creare campi magnetici e far muovere gli oggetti con il pensiero. Se viene provocato, può trasformarsi in Spike, un bruto, fortissimo e senza paura. Nell’ultimo episodio si fidanza con Reese, salvo rendersi conto in seguito che lo usava per arrivare alla lista dei supereroi.
- Bree Davenport, interpretata da Kelli Berglund, doppiata da Francesca Tretto. 
È una ragazza bionica, sorella di Chase, possiede una super velocità, super agilità e la capacità di copiare le voci. È una ragazza molto esuberante e che sa sdrammatizzare ogni situazione rapidamente.
- Skylar Storm, interpretata da Paris Berelc, doppiata da Martina Felli. 
È una supereroina proveniente dal pianeta Caldera. Tra i suoi 24 superpoteri rientrano vista a raggi-X, volare, super-forza, potere esplosivo; ha perso i suoi poteri contro il suo nemico Annientatore. Ma che nel terzo episodio li riaquisisce grazie a Chase. Prova qualcosa per Oliver.
- Oliver, interpretato da Jake Short, doppiato da Andrea Di Maggio. 
È un ragazzo normale ed è il miglior amico di Kaz; i due, infatti, si conoscono da quando erano bambini. È un grande fan dei supereroi ed è innamorato di Skylar. Come Kaz, dal momento che ha toccato l'Archturion, uno "strumento" a forma di piramide che consente di avere poteri da supereroe a chiunque lo tocchi, nella serie Mighty Med - Pronto soccorso eroi, possiede i superpoteri del gelo e dell'acqua, la superforza e il potere di volare.
- Kaz, interpretato da Bradley Steven Perry, doppiato da Federico Bebi. 
Migliore amico di Oliver, è molto pigro a scuola e trova sempre delle scorciatoie per risolvere i problemi, che cacciano lui e Oliver sempre nei guai, anche se qualche volta si dimostra molto intelligente. Come Oliver, dal momento che ha anche lui toccato l'Archturion nella serie Mighty Med - Pronto soccorso eroi, possiede i superpoteri del fuoco e del calore, (come oliver) il potere di volare.

### Personaggi secondari
- AJ, interpretato da Elisha Henig. 
Un bambino che entra spesso nel centro di comando grazie a dei passaggi sotterranei. Anche se inizialmente Chase non vuole, poi lo farà restare facendolo diventare un assistente. Sa dei superpoteri di Skylar, Oliver e Kaz.
- Donald Davenport, interpretato da Hal Sparks, doppiato da Claudio Moneta. 
È molto egocentrico ed è diventato miliardario grazie alle industrie Davenport ed è il padre di Adam, Bree e Chase. Ha creato lui l’Elite Force e il palazzo dove abitano lo ha comprato lui. Compare nei primi due episodi. Ha, con Tasha, una figlia di nome Naomi.
- Roman, interpretato da Booboo Stewart. 
È un mutaforma che, con suo fratello Ryker, ha fatto saltare in aria il Migthy Med e vuole distruggere tutti i supereroi, per vendicare il loro padre, Rodissius, che ha perso i superpoteri. Ha una sorella, Reese.
- Ryker, interpretato da Ryan Potter. 
Mutaforma, come il fratello, che vuole uccidere tutti i supereroi per vendicare suo padre Rodissius, che ha perso i poteri. Ha una sorella, Reese.
- Douglas Davenport, interpretato da Jeremy Kent Jackson, doppiato da Gianluca Iacono. 
È il vero creatore di Adam, Bree e Chase ed è anche il fratello di Donald. Era cattivo in passato ma col passare del tempo si è trasformato in un buon aiutante. È ritenuto un buono zio dai tre ragazzi bionici.
- Theresa “Terry” Cherry Perry, interpretata da Maile Flanagan, doppiata da Patrizia Salmoiraghi. 
Ex preside del Mission Creek High e capo della sicurezza dell’isola bionica. In questa serie si trasferisce nell’appartamento vicino a quello dei protagonisti. È una grande fan di Skylar ed è innamorata di Douglas. Nessuno la vuole intorno, perché ritenuta fastidiosa.
- Rodissius, interpretato da Erik Steinberg. 
Padre di Roman, Riker e Reese. Vuole vendicarsi dei supereroi eliminandoli uno ad uno, perché è stato privato dei suoi poteri nel Mighty Med. Nell’episodio finale viene ferito gravemente da Bree e il suo destino rimane sconosciuto.
- Bob, interpretato da Brandon Salgado-Telis. 
Studente dell’Accademia Bionica e follemente innamorato di Bree. Compare in un episodio in cui partecipa alle Mini Olimpiadi.

## Episodi
| Stagione       | Episodi | Prima TV USA | Prima TV Italia |
| -------------- | ------- | ------------ | --------------- |
| Prima stagione | 15      | 2016         | 2016-2017       |